# チューペット
チューペットは1975年から2009年9月まで前田産業が製造、販売していたポリエチレン詰清涼飲料で、同社の登録商標（第1358854号）である。
2009年に発覚した製造過程上の問題発生に伴い前田産業による生産は中止されたが、他メーカーから類似品が多数販売されている。

## 概要
チューチューと呼ばれる棒状のポリエチレン製容器の中に清涼飲料水が詰められている商品である。1950年に清涼飲料水に物品税が課税されるとの噂が流れ、チューペットを取扱っていた駄菓子屋が凍らせてアイスキャンデーとして発売するようになった。物品税は導入されなかったが、凍らせて食べる方法が広く浸透した。くびれたところから二つに割って食べる方法は、前田産業が意図した方法ではなく、一部の消費者がやり始めた事が日本全国に広まったらしく、販売終了まで氷菓ではなく清涼飲料水として販売された。

## カビ混入問題
2009年5月、当製品へのカビ混入が明らかとなった。自主回収とその後の調査の結果、毒性の弱い2種類のカビが発見された。チューペットを製造する際、原液を115℃で殺菌した後容器に詰めて85℃で殺菌するが、今回のカビは後者の85℃殺菌では死滅しないものであったとみられる。容器の関係で85℃以上の高温殺菌は出来ないこと、また再発防止に向け工場施設を改善する為の費用が過大であることからやむを得ず生産再開を断念。ウェブサイトにて生産中止を発表した。